# Cailloux-sur-Fontaines
Cailloux-sur-Fontaines é uma comuna francesa na Metrópole de Lyon, na região administrativa de Auvérnia-Ródano-Alpes.
Estende-se por uma área de 8,69 km². Em 2010 a comuna tinha 2 875 habitantes (densidade: 330,8 hab./km²).